# Zoo di Aalborg
Lo zoo di Aalborg è uno zoo che si trova vicino al centro di Aalborg in Danimarca.
Aperto nel mese di aprile 1935, ogni anno è visitato da circa 375.000 persone, ha un'estensione di 8 ha e tiene più di 1.500 animali appartenenti a 126 specie.

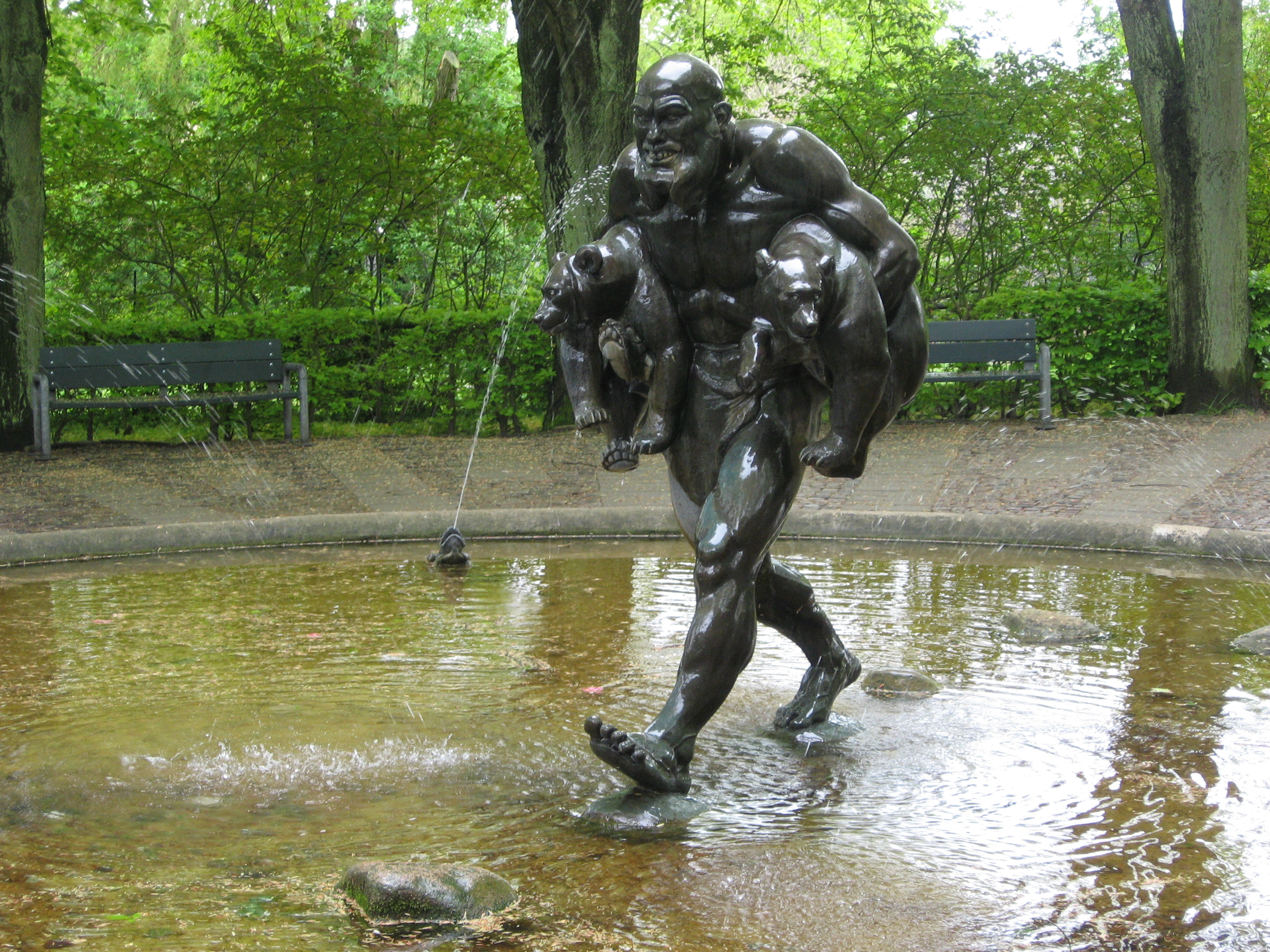
La statua Det gode kup all'entrata dell'Aalborg zoo.

All'ingresso, si può apprezzare la scultura  Det gode kup  ("il buon affare") del 1925, realizzato dall'artista CJ Bonnesen. La scultura è stata donata dalla birreria Urbano.

## Storia
Nel corso degli ultimi decenni ha posto maggiormente l'accento sulla praticabilità e la conservazione della natura e oggi svolge un ruolo importante in diversi progetti globali in materia di conservazione degli animali, allevamento, l'istruzione, la ricerca e la messa a fuoco su commercio illegale.
Partecipa a molti programmi di riproduzione internazionali al fine di preservare gli animali in via di estinzione, ha ottenuto un certificato di ambiente e l'obiettivo generale dello zoo è quello di preservare la natura.
Ad esempio sostiene gli sforzi degli Indiani Payamino di preservare 60000 ha di foresta pluviale in Ecuador.